# Juanita
Juanita es una película estadounidense dramática de 2019 dirigida por Clark Johnson, basada en la novela de Sheila Williams, Dancing on the Edge of the Roof. Es protagonizada por Alfre Woodard, en el rol de Juanita Lewiston, una madre soltera que al sentir que sus hijos estarían mejor sin ella, viaja lejos para reconstruir una vida propia sin cargar con sus problemas. Fue estrenada el 8 de marzo de 2019 en Netflix.

## Reparto
- Alfre Woodard como Juanita Lewiston
- Adam Beach como Jess Gardner
- LaTanya Richardson Jackson como Kay-Rita
- Marcus Henderson como Randy Lewiston
- Blair Underwood como él mismo
- Ashlie Atkinson como Peaches
- Tsulan Cooper como Mary
- Kat Smith como Mignon
- Acorye' White como RaShawn Lewiston
- Jordan Nia Elizabeth como Bertie Lewiston
- Joseph Yates como Carl
- Sam Hennings como Drew
- Michael Harding como Nick
- Barry Ratcliffe como Charlie
- Bonnie Johnson como la señora Berman

## Producción
En abril de 2017 se anunció que Alfre Woodard, Blair Underwood, Marcus Henderson, Adam Beach, Ashlie Atkinson, Tsulan Cooper, LaTanya Richardson Jackson y Kat Smith pasaron las pruebas de casting para la película, bajo la dirección de Clark Johnson y un guion realizado por Roderick Spencer basado en la novela de Sheila Williams. Stephanie Allain, Mel Jones y Jason Michael Berman producirían la película bajo el mando de Homegrown Pictures and Mandalay Pictures.

### Fotografía
El rodaje de la película inició el mismo mes, en Virginia.

## Lanzamiento
En abril de 2017, Netflix adquirió los derechos de distribución de la película,  estrenándola así el 8 de marzo de 2019.